# Réforme et réformation
Pour les articles homonymes, voir Réforme et Réformation.
Au sens religieux, Réforme et réformation sont deux termes proches, parfois employés comme des synonymes, que cet article vise à clarifier dans une perspective historique.
On désigne en général aujourd'hui par « Réformation » le mouvement réformateur déclenché par Luther au XVIe siècle et ses conséquences  .

## Sens du mot au Moyen Âge
Le terme fut employé dès avant le XVIe siècle et visait à la fois un renouveau de l'Église et de l’ensemble de la société. En ce sens il était synonyme de rénovation, de rétablissement d’un ordre originel qui avait été perverti. Il désignait une renaissance et le retour à une norme. Au Moyen Âge, reformare est synonyme de renasci, renovare, innovare, restituere, regenare.
L’appel en vue d’une rénovation générale ne cesse de se faire entendre avant l’émergence de Luther. Des réformes particulières débouchent sur un mouvement plus large en vue d’un renouveau global. Ainsi la réforme de Cluny au Xe siècle a conduit à la réforme de l’Église aux XIe et XIIe siècles. L’aspiration à la pauvreté, prise en charge et réalisée par les ordres mendiants et par les Vaudois, mettait en cause le style de vie de l’ensemble de la chrétienté, hiérarchie comprise. La décadence de la papauté et le schisme d’Avignon au XIVe siècle suscitent un programme de réforme qui voulait donner la primauté au concile plutôt qu’au pape. Au XVe siècle se répand le slogan de la « réforme de l’Église à la tête et dans les membres ». Des théologiens tels que Gerson et Nicolas de Cues, les conciles de réforme de Constance, de Bâle, de Ferrare, de Florence, des figures telles que Jean Hus et Savonarole incarnent l’aspiration à la réformation. Réforme et réformation figurent au premier plan de l’ordre du jour des diètes d'Empire où l’on ne cesse d’évoquer les « gravamina de la nation allemande (de) ». Dans les milieux proches des conciles et des diètes surgit une littérature populaire, souvent polémique, qui s’exprime dans un texte tel que la Reformatio Sigismundi (de), qui assume l’idée de réforme et la diffuse.
Les termes « réforme » et « réformation » sont synonymes ou liés. Le latin ne connaît que reformatio. Les réformes doivent rénover l’Église et la société et les ramener à leur état primitif.
Mais quel est l’acteur de la réformation ? Pour beaucoup, c’est un empereur à venir qui agira avec l’aide des villes d’Empire, des chevaliers ou (et) d’un concile. Dans ses prophéties (1488), Johannes Lichtenberger annonce « une bonne et nouvelle réformation » par un pape angélique.
Au tournant du  XVe au XVIe siècle, l’humanisme chrétien s’efforce de rénover la chrétienté par un renouveau théologique. Il se détourne de la scolastique et prône le retour aux sources bibliques, en particulier au Sermon sur la montagne, à Paul, mais aussi aux Pères de l'Église. Il promeut une nouvelle pédagogie et une rénovation morale du clergé et des laïcs en mettant en avant une vie chrétienne simple (Manuel du soldat chrétien d'Érasme). Proches de l’humanisme, certains théologiens ouverts aux réformes, tels Johann Pupper von Goch (de) (mort en 1475), Johann Reichrath von Wesel (de) (mort en 1481) et Wessel Gensfort (mort en 1489), ne critiquent pas seulement les abus de la vie ecclésiale, mais aussi certaines doctrines, en particulier la conception du mérite, la croyance en l’efficacité des indulgences, le principe hiérarchique et le magistère de l'Église. Des tendances apocalyptiques se manifestent, qui prédisent des changements violents opérés par le peuple plutôt que par les autorités ou les savants. Tel est le point de vue en particulier du Oberrheinischer Revolutionär (de) (1510). Les slogans de « justice divine » et de « liberté chrétienne » conduisent à des soulèvements paysans, bien avant Luther, et seront repris lors de la Guerre des paysans de 1525.

## Concept de réformation chez Luther et chez des réformateurs contemporains
Luther n’a pas commencé par proclamer un programme précis pour rétablir un ordre ecclésiastique originel parfait. Certes, dans son manifeste À la noblesse chrétienne de la nation allemande, il a repris des exigences de réformes mises en avant au cours des deux siècles précédents, ce qui a contribué à le rendre populaire. Mais pour ce qui concernait la réformation de l’Église, il pensait qu’en dernière instance « ce n’était pas la tâche d’un homme, d’un pape ni des nombreux cardinaux comme le pensaient les deux derniers conciles, mais l’œuvre de Dieu seul. Lui seul connaît le temps de cette réformation, lui qui est à l’origine des temps». Il percevait, certes, la nécessité d’une réformation (il utilise rarement le mot) : il fallait purifier la prédication d’éléments trop humains et de fables, et annoncer purement la Parole de Dieu. Il peut aussi écrire que l’Église pourra seulement être réformée si on la débarrasse du droit canon, des décrétales et de la théologie scolastique. Mais, à vues humaines, la réformation est impossible. Les éléments humains sont devenus trop prépondérants à Rome et ont occulté la Parole de Dieu. S’y ajoute le refus de la hiérarchie de faire pénitence. Or, là où une Église n’est plus ouverte à la repentance, elle tombe sous le jugement de Dieu. « C’est pourquoi », écrit-il en 1519 ou 1520, « j’ai quant à moi, avec une quasi certitude, désespéré de la réforme générale de l’Église». Il semble disposé à la confier au Christ quand il reviendra. Pourtant, Jésus Christ est déjà agissant grâce à ses dons. Selon Luther, Dieu met en œuvre, progressivement, une réformation. Il ne transforme pas son Église de manière abrupte, mais peu à peu et de manière fragmentaire. La réformation commence en des lieux précis et se répand ailleurs. Elle touche certains éléments du culte, en particulier la prédication, puis d’autres domaines.
La réformation est suscitée par la Parole de Dieu. Luther ne s’est pas qualifié lui-même de réformateur. Mais, pensant avoir redécouvert l’Évangile, il s’estime être au service de cette réformation. Ce service s’effectue principalement par la prédication. En présentant l’enseignement authentique de la Bible, celle-ci gagne les cœurs à la foi et les libère des conceptions humaines. C’est sur cette base que s’opèrent des changements pratiques dans la  vie de l’Église et dans les institutions ecclésiales. Ce qui est décisif, c’est une prédication fidèle à l’Ecriture sainte. Elle suscite un renouveau qui n’est pas une innovation, mais un retour à l'Évangile. « Nous n’avons pas aboli, mais mis en évidence ce qui était occulté. Nous avons purifié les lampes pour qu’on voie ce que sont le baptême, la cène et le pouvoir des clés ou l’absolution». C’est surtout dans son écrit Contre Hans Worst (1541) que Luther s’efforce de démontrer que « nous sommes restés fidèles à la véritable Église ancienne, voire que nous sommes la véritable Église ancienne, et que vous, vous êtes apostats par rapport à l’Église ancienne ; vous avez érigé une nouvelle Église, contre l’ancienne Église».
Luther estimait que la réformation était une nécessité permanente, aussi dans le cadre de l’Église évangélique, tout en opposant parfois la réformation intervenue dans l’espace protestant à celle dont l’Église romaine avait encore besoin. « Grâce à Dieu, nos Églises sont aujourd'hui pourvues de la pure Parole et éclairées par elle ; elles connaissent le véritable usage des sacrements, comprennent la raison d’être des différents états et savent quelles sont les œuvres réellement bonnes, si bien que le besoin d’un concile ne se fait plus sentir chez nous et qu’en ces matières nous ne pouvons espérer ni attendre de lui rien de meilleur».
Les autres réformateurs, eux aussi, perçoivent la réformation d’abord comme l’œuvre de Dieu. La coopération humaine consiste à revenir à l’Évangile et à la pure doctrine, puis à des pratiques chrétiennes et à une vie ecclésiale rénovées. Voici comme s’exprime Bucer : « Pour réformer le christianisme, nous devrions supprimer la fausse doctrine qui s’est installée ainsi que l’idolâtrie, et rétablir la doctrine saine et les usages chrétiens». Dans les années 1539 à 1541, Bucer utilise assez souvent le terme « réformation ». Grâce aux colloques religieux organisés à cette époque, il s’efforce d’introduire la réformation dans les territoires encore attachés à la foi traditionnelle, afin que « les autres pauvres consciences parviennent également au saint Évangile». À cette fin il faut dialoguer et débattre de manière convaincante avec les partisans de l’Église traditionnelle. Il faut aboutir à un accord sur la doctrine de la justification, sur le bon usage des sacrements, la qualification des ministres, la liberté d’utiliser d’autres rites et d’autres cérémonies, et sur l’usage des biens d’Église. Ce sont là « les points principaux d’une réformation chrétienne ». La base des colloques religieux et de la réformation des Églises qu’ils doivent susciter, ce sont l'Écriture sainte, les Pères de l'Église et les conciles. Un recès de la Diète de Ratisbonne de 1541 recommandait à tous les États de l’Empire « une réformation chrétienne », concept encore utilisé par Bucer en 1545 et 1546.
Calvin s’est exprimé au sujet de la réformation dans l'Épître à Sadolet (1539), dans l’Adresse exhortatoire sur la Réformation de l’Église qu’il a adressée en 1548 au duc de Somerset et dans l’Interim adultero-germanum (1549), dont le sous-titre français précise l’orientation : « De la vraye façon de réformer l’Église chrestienne et appointer les différens qui sont en icelle ». Réformer signifie donner une « forme » nouvelle à l'Église dans le domaine de la doctrine, du culte et de la discipline. Très proche du terme « reformare », le mot « dresser » [la religion, l’Église] est souvent utilisé. Pour Calvin, la réformation consiste à ramener la chrétienté à son ancien état, abandonner la situation perverse dans laquelle elle se trouve pour retrouver « la forme exigée par les apôtres ».
Chez les radicaux du XVIe siècle, le mot « réformation » n’occupe pas une place importante. Les anabaptistes cherchent à rétablir (restitutio) l’Église apostolique. Cette restauration doit se faire sans l’aide des autorités civiles. Par la pratique de l’exclusion, on cherche à préserver la pureté de la communauté, distincte du monde. L’amélioration de la vie est au premier plan de leurs préoccupations. Thomas Müntzer, lui aussi, conçoit le renouveau comme une séparation entre les croyants et les impies. Le concept de restitution s’accompagne, voire est remplacé par l’idée qu’il faut rassembler les élus pour le temps de la fin. Müntzer vit dans l’attente d’un proche avènement « de la nouvelle Église apostolique ». Les spiritualistes, Franck, Schwenckfeld et d’autres, se préoccupent du renouveau de la vie chrétienne plus que du renouveau des Églises et des institutions.

## Renouveau et division de l'Église auxvIesiècle
La démarche de Luther s’effectue au plan de la prédication et de l’enseignement. Par un retour à l’apôtre Paul, il met en avant la justification par la foi seule. La Parole comprise comme moyen de grâce s’ajoute au baptême et à la cène (les deux seuls sacrements que Luther conserve comme tels). La doctrine du sacerdoce universel des croyants relativise la distinction entre les clercs et les laïcs. C’est à l’Ecriture sainte qu’est attribuée l’autorité suprême dans l’Église. Selon Luther, les conciles peuvent se tromper, mais il ne les considère pas comme inutiles.
L’appel de Luther pour un retour à l’Évangile n’a pas été reçu par la hiérarchie de son temps. Sur un certain nombre de points, son enseignement fut considéré comme hérétique et a été condamné en 1520. Il s’ensuivit une division de l’Église, alors que Luther visait son renouveau. Dans les territoires gagnés au mouvement évangélique, on s’efforça, à partir de 1525, de mettre en œuvre sa conception de l’Évangile, des sacrements, de l’Église et de l’autorité en matière de foi : Des Églises territoriales séparées de Rome virent le jour, grâce, en particulier, à des « visites », c’est-à-dire des inspections, réalisées conjointement par des délégués de l’autorité civile et des théologiens. La prédication fut renouvelée, un enseignement catéchétique fut mis en place, le culte fut orienté en fonction de la justification par la foi. Les Églises ainsi constituées se réfèrent à des confessions de foi (le Petit et le Grand Catéchisme) et à des Ordonnances ecclésiastiques promulguées par les autorités civiles. On opéra de manière analogue dans les principales villes de Suisse (Genève, Bâle, Zurich, et d’autres) et de la Haute Allemagne, à Strasbourg, par exemple. À Genève, le Conseil de la ville exigea en 1537 des habitants « de prêter serment à la réformation [c’est-à-dire la confession de foi] ou de quitter la ville ».
Les radicaux opérèrent de manière plus fondamentale, en renonçant en général à l’aide des autorités civiles. Des communautés libres virent le jour, en particulier en Allemagne du sud (Confession de Schleitheim de 1527), qui, malgré les persécutions dont elles furent l’objet, tentèrent de rétablir l’idéal ecclésial de la chrétienté primitive en abandonnant le baptême des enfants, et en adoptant une perspective bibliciste stricte. D’autres groupes, davantage marqués par l’influence de guides « prophétiques » tels Thomas Müntzer ou Melchior Hoffman, qualifiés aujourd’hui d’ « enthousiastes », mettaient l’ « esprit » au-dessus de la « lettre » de l’Ecriture. Ils tentèrent, en partie par la violence, de rassembler les fidèles pour le combat apocalyptique final contre les impies.
Confrontée au défi des mouvements déclenchés par Luther et de nouvelles Églises, l’Église romaine mit en œuvre un certain nombre de changements et de réformes. Ce fut surtout le Concile de Trente, réuni à partir de 1545, qui en prit l’initiative. Les changements furent réalisés conjointement par la papauté et les évêques. Les réformes reprenaient en partie les revendications du XVe siècle et certaines demandes de Luther. Mais, à la différence de ce dernier, on ne toucha pas à la doctrine traditionnelle. Sur divers points cependant (Ecriture et tradition, doctrine de la justification, sacrements), le Concile redéfinit celle-ci, en écartant certaines orientations unilatérales de la théologie nominaliste, dominante à la fin du Moyen Âge. Par ailleurs, divers décrets furent promulgués touchant le clergé séculier et le clergé régulier, ou le droit ecclésiastique concernant le mariage.

## Comment présenter la réformation duXVIesiècle? Comment définir aujourd’hui ce qu’on doit entendre par réformation?
Les termes « réforme » et « réformation » furent souvent employés comme des synonymes. C’était encore le cas au XVIe siècle, bien que dans l’espace non romain on ait préféré le terme « réformation ». Un tournant est intervenu quand on appliqua ce terme à des événements précis, au mouvement déclenché par Luther et aux Églises qui en résultèrent. L’historien de l’Église réformée Abraham Scultetus semble avoir été le premier à s’exprimer dans ce sens, en 1616.
De nos jours, les historiens parlent de diverses réformes qui s’étalent dans le temps, du  XIIIe au XIVe siècle. On admet qu’il y eut au XVIe siècle plusieurs réformes, dont une réforme catholique. L’emploi du terme Contre-Réforme tend à devenir plus rare. « Réformation » est employé pour désigner le mouvement initié par Luther et pour la constitution d’Églises évangéliques.

### Comment interpréter et juger dès lors la Réformation et sa réception?
Il semble y avoir un certain consensus pour reconnaître qu’une rénovation de la chrétienté occidentale est intervenue au XVIe siècle, tant par l’action de Luther que par les réformes du Concile de Trente. Pourtant, une question demeure : où s’est effectuée la réformation vraie et authentique ? Où était la vraie Église, l’Église de Jésus Christ, dont les diverses Églises subsistant après la division du XVIe siècle se réclament toutes ? Du côté catholique on ira jusqu’à se poser la question de la place de Luther dans le plan de Dieu.
S’il est établi que l’Évangile et sa révélation furent à l’origine de la démarche de Luther, et non pas la réforme de l’Église comme telle, la réception actuelle par l’Église romaine du message de la justification par la foi seule pose la question : la réformation envisagée par Luther a-t-elle gagné l’ensemble de la chrétienté ? Mais ce message n’implique-t-il pas aussi un certain nombre de conséquences ecclésiologiques touchant l’autorité de l’Écriture, la compréhension de la papauté et du magistère ecclésial, questions qui divisent encore les Églises ?

### Qu’entend-on aujourd'hui par rénovation ou par réformation de l’Église?
Il y a accord pour reconnaître que ce ne sont pas seulement les chrétiens individuels qui ont besoin d’un renouveau ou d’une réformation permanente, mais aussi l’Église comme telle. La tradition protestante parle à cet égard de l’Église semper reformanda (qui a besoin d’une réforme permanente). Selon la Constitution dogmatique de l’Église, « l’Église qui embrasse en son sein les pécheurs est à la fois sainte et toujours à purifier, et ne cesse de s’appliquer à la pénitence et à la rénovation ». Fondamentalement, le renouveau de l’Église suppose un retour permanent de l’Église vers son fondement Jésus-Christ et la disponibilité à se laisser saisir par l’action rénovatrice de la Parole et par le Saint-Esprit, pour devenir ce qu’elle est déjà par son fondement et son origine, c’est-à-dire une « nouvelle créature » (2 Co 5, 7). C’est dire que la pénitence est la base de tout renouveau chrétien, qui implique une nouvelle écoute de la Parole. Cette écoute entraîne un certain nombre de changements qui permettront de mieux effectuer la mission que Dieu a confiée à l’Église.
Le débat porte évidemment sur l’étendue des changements auxquels le renouveau doit et peut conduire, et sur les conséquences de ces changements pour l’institution Église. Selon la conception catholique, l’Église est « appelée par le Christ à cette réforme permanente dont elle a perpétuellement besoin en tant qu’institution humaine et terrestre. Si donc, par suite des circonstances, il est arrivé que dans les mœurs, la discipline ecclésiastique, ou même dans la manière d’annoncer la doctrine (qu’il faut distinguer avec soin du dépôt de la foi), on se soit montré trop peu attentif, il faut y remédier en temps opportun et de manière appropriée».
L'approche catholique exclut de la réformation les dogmes qu’elle réfère à la révélation divine. C’est seulement leur interprétation qui peut être renouvelée. De leur côté, les Églises issues de la Réformation soulignent davantage la souveraineté de l'Évangile attesté et transmis par l’Écriture sainte. Dans la mesure où le renouveau est toujours un retour à cette norme, il peut aussi mettre en cause ce qui est apparu au cours de l’histoire. Ainsi il peut arriver que des énoncés doctrinaux et des institutions soient considérés comme des obstacles au processus de réformation et doivent être modifiés ou supprimés.
Il y a accord pour reconnaître qu’il y a renouveau seulement sur la base d’une nouvelle écoute de la Parole de Dieu. Le renouveau peut s’effectuer de diverses manières : par l’action de personnes « prophétiques », par un réveil touchant de petits cercles, à travers des courants théologiques ou liturgiques. Mais il est exclu dans une perspective catholique qu’un renouveau authentique et profond puisse se réaliser en opposition à la hiérarchie et à la papauté. Le point de vue des Églises issues de la Réformation est différent. Certes, elles affirment aussi la fidélité de Dieu envers son Église. « Elles enseignent que l’unique et sainte Église demeurera à jamais». Elles se préoccupent de manifester l’unité de l’Église et d’œuvrer pour la concordance entre l’événement du renouveau et l’institution. Mais, au vu de la souveraineté de l’Évangile, elles ne peuvent pas exclure des situations limites où le renouveau de l’Église doit s’imposer contre l’institution, quitte à abandonner (provisoirement) l’unité visible de l’Église.